# إستيف مونتيردي
إستيف مونتيردي (بالإسبانية: Esteve Monterde) هو لاعب كرة قدم إسباني في مركز الوسط، ولد في 29 أكتوبر 1995 في بادالونا في إسبانيا. لعب مع نادي بادالونا.

## وصلات خارجية
- إستيف مونتيردي على موقع قاعدة بيانات كرة القدم.إي يو (الإنجليزية)
- إستيف مونتيردي على موقع Soccerway.com (الإنجليزية)
- إستيف مونتيردي على موقع AS.com (الإسبانية)